# Wedding Planners
Wedding Planners è un programma televisivo in onda a partire dal 2005 su Real Time condotto da Enzo Miccio, affiancato fino al 2009 da Angelo Garini, titolari della società Garini della Sforzesca (Milano) specializzata nell'organizzazione di eventi e matrimoni. La società trae nome dal luogo d'origine della famiglia di Angelo Garini.
La serie ha molto successo e viene confermata dalla rete televisiva, arrivando alla sua settima edizione.
Angelo Garini lascia la conduzione del programma nel 2009 dedicandosi ad altri progetti, ma continuando la sua attività di architetto di matrimoni.
Nel 2014 il programma ha subito un restyling ed è stato rinominato Diario di un Wedding Planner.

## Svolgimento della puntata
Nel corso del programma due sposi chiedono aiuto ad Angelo Garini e ad Enzo Miccio di organizzare il loro matrimonio. Le telecamere, seguono la coppia e i due professionisti, che si adoperano per la realizzazione di un progetto e per la sua realizzazione. In particolare sono riprese le fasi di esecuzione dei disegni a mano libera, realizzati da Angelo, in cui si vede la capacità personale di rappresentare con carta e matita ciò che si realizzerà. Tutto si conclude con la giornata del matrimonio, in cui si svelano i segreti del backstage.

## Stagioni
| Stagione | Puntate | Prima TV |
| -------- | ------- | -------- |
| 1        | 5       | 2005     |
| 2        | 6       | 2007     |
| 3        | 6       | 2009     |
| 4        | 5       | 2010     |
| 5        | 6       | 2011     |
| 6        | 7       | 2012     |
| 7        | 6       | 2013     |
| 8        | 6       | 2014     |
| 9        | 6       | 2015     |
| 10       | 5       | 2016     |

## Curiosità
Enzo Miccio si è occupato dell'organizzazione del matrimonio di Nicola Legrottaglie e della sua fidanzata Erika Carboni. L'evento è stato filmato ed è andato in onda come una delle puntate della settima serie del programma.